# Font del Molí (Riells del Fai)
La Font del Molí és una font del poble de Riells del Fai, al terme municipal de Bigues i Riells, al Vallès Oriental.
Està situada a 278 m d'altitud, a prop i a ponent del Molí de la Pineda, 